# Sequenz (Musik)

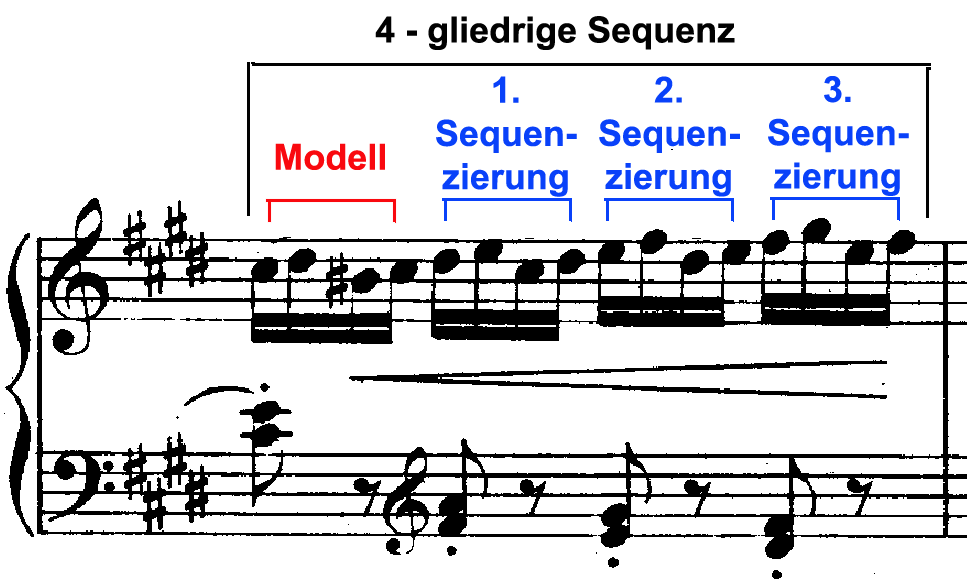
Melodisch-figurative Sequenz in Chopins Etüde in cis-Moll op. 10,4

Sequenz (lat. sequentia, „Folge“) bezeichnet in der musikalischen Satzlehre eine zeitliche Folge von gleichartigen musikalischen Abschnitten auf verschiedenen  Tonstufen. Jede Sequenz besteht aus mehreren Sequenzgliedern. Sie beginnt mit einem (melodischen und/oder harmonischen) Sequenzmodell (Motiv oder Figur, kurz Modell). Anschließend wird das Modell wörtlich oder leicht variiert auf anderen Stufen wiederholt (sequenziert). Diesen Vorgang nennt man Sequenzierung. Dieselbe Bezeichnung verwendet man auch für die auf das Modell folgenden Sequenzglieder. Eine n-gliedrige Sequenz besteht also aus dem Modell und n – 1 Sequenzierungen.
Üblicherweise spricht man von einer Sequenz im eigentlichen Sinne erst dann, wenn das Modell mindestens zweimal sequenziert wird. Eine durch nur einmalige Sequenzierung entstehende zweigliedrige Sequenz nennt man auch Halbsequenz oder einfach Versetzung.
Eine oftmalige Sequenzierung kurzer Motive oder Figuren bezeichnet man auch als Kettensequenz oder Sequenzkette.
Bei der mehr als dreimaligen Sequenzierung längerer Abschnitte besteht die Gefahr einer monotonen und fantasielosen Wirkung, so dass solches manchmal verächtlich als Organistenzwirn bezeichnet wird. Die ebenfalls abfälligen Bezeichnungen Schusterfleck und Rosalie beziehen sich auf ein seit ca. 1750 als abgedroschen geltendes Sequenzmuster.

„Beim Eintritt in eine Sequenz weiß der Hörer für eine Weile voraus, was geschehen wird. Ein rechtes Maß an Sequenzen vermittelt den Eindruck der Verständlichkeit einer Sprache, ihrer Leichtigkeit und Mühelosigkeit; zu viele Sequenzen den Eindruck der Banalität.“

## Sequenzarten

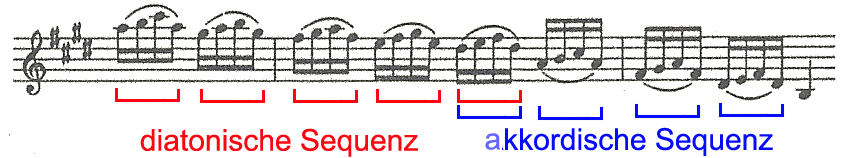
Fallende diatonische und akkordische Sequenz:
J.S. Bach, Violinkonzert E-Dur, BWV 1042, 1. Satz

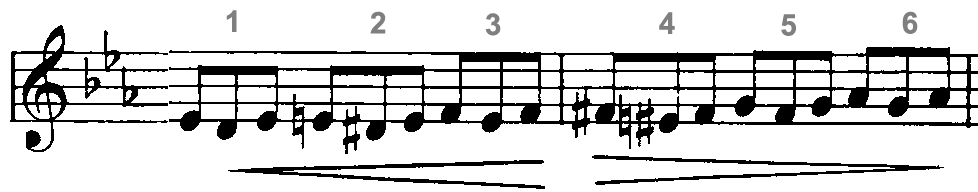
Steigende chromatische Sequenz:
Franz Schubert, Impromptu Es-Dur op. 90,2

Die Vielfalt der möglichen Erscheinungsformen lässt folgende Unterscheidungen zu:
- nach Art des Sequenzmodells: melodische (motivische oder figurative) oder harmonische Sequenzen, wobei beide auch häufig in Kombination auftreten,
- nach Richtung der Versetzung: steigende oder fallende Sequenzen,
- nach dem jeweiligen Prinzip der Versetzung: diatonische (in den natürlichen Stufen der Tonart fortschreitende), chromatische (in Halbtonschritten vorrückende) oder akkordische (innerhalb einer Harmonie versetzte) Sequenzen,
- nach dem Intervall der Versetzung: Sekund-, Terz-, seltener auch Quart- und Quint-Sequenzen,
- nach dem Verhältnis zur Tonart: tonale (nicht modulierende) und reale (modulierende) Sequenzen.

## Tonale und reale Sequenz
- Bei der tonalen Sequenz wird innerhalb der Tonart sequenziert, so dass die Intervalle des musikalischen Abschnitts (kleine/große Sekunden; kleine/große Terzen) sich ändern können.
- Bei der realen Sequenz werden alle Intervalle der musikalischen Gestalt identisch verrückt, wobei sich die Tonart ändert.

### Beispiel für eine tonale Sequenz

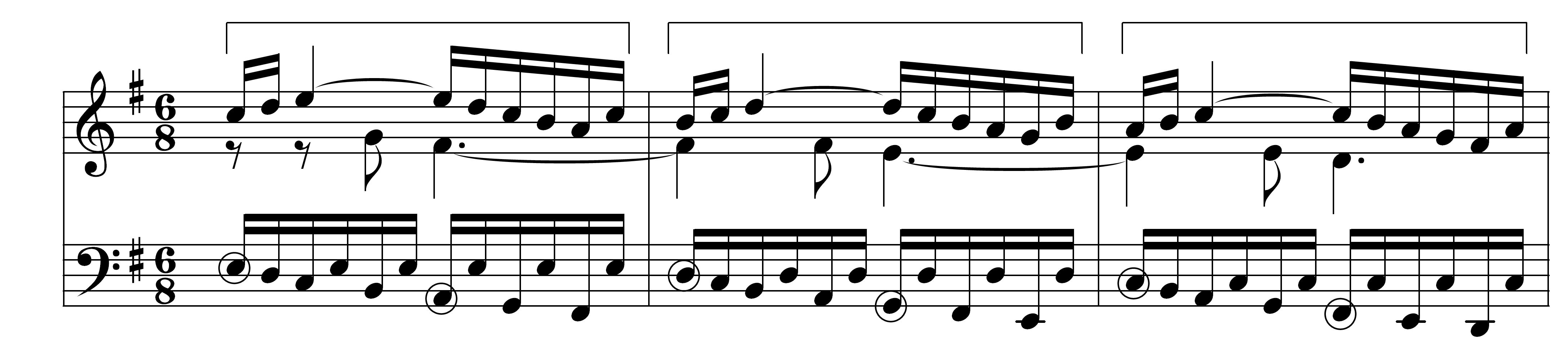
Johann Sebastian Bach, Fuge G-Dur BWV 860, Takt 17–19.

Das Beispiel zeigt die Sequenz im Zwischenspiel einer Fuge.
Motivisch gesehen handelt es sich in allen drei Stimmen um eine tonale Sequenz, die in Sekundschritten abwärts führt. Jeder Takt stellt ein Sequenzglied dar. Die eingekreisten Töne der Bassstimme bilden eine Quintfallsequenz.

### Beispiel für eine reale Sequenz

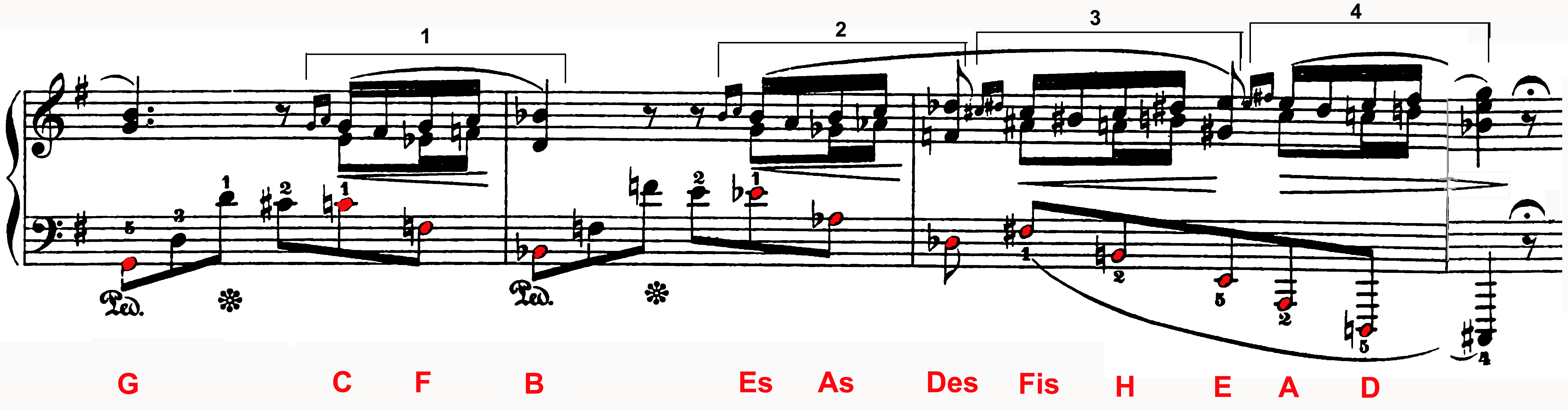
Chopin: aus Nocturne op. 37,2, Takt 129 ff. (Das Hörbeispiel setzt das Notenbeispiel noch bis zum Ende des Stücks fort.)

Im nebenstehenden Beispiel wird ein musikalischer Abschnitt („Sequenzglied“) dreimal intervallgetreu im Abstand einer kleinen Terz aufwärts wiederholt („sequenziert“), so dass eine insgesamt viergliedrige Sequenz entsteht. Dabei findet eine „schweifende“ Modulation statt, wobei die rot markierten Töne im Bass (nahezu) den gesamten Quintenzirkel abwärts durchschreiten.

## Quintfall- und Quintanstiegssequenz
Die Quintfallsequenz (auch fallende Quintschrittsequenz oder Dominantkette genannt) ist ein sehr gängiger Sequenztyp in tonaler Musik. (Die ebenfalls denkbare Bezeichnung Quartanstiegssequenz ist nicht üblich.) Gemeint ist eine Akkordfolge, deren Grundtöne in Quint-Schritten abwärts gehen. Sofern die Akkorde in Grundstellung erklingen, schreitet die Bassstimme dabei in der Regel abwechselnd in Quintfällen und Quartsprüngen aufwärts fort, wodurch sich insgesamt eine stufenweise Abwärtsbewegung ergibt.
Die Quintanstiegssequenz ist seltener, gehört aber ebenfalls zu den Satzmodellen, die im 17. bis 19. Jahrhundert in der Musikerausbildung gelehrt wurden.

### Beispiele für Quintfallsequenzen

#### Tonale Quintfallsequenz
- in a-Moll

Klangbeispiel Quintfallsequenz a-Mollⓘ

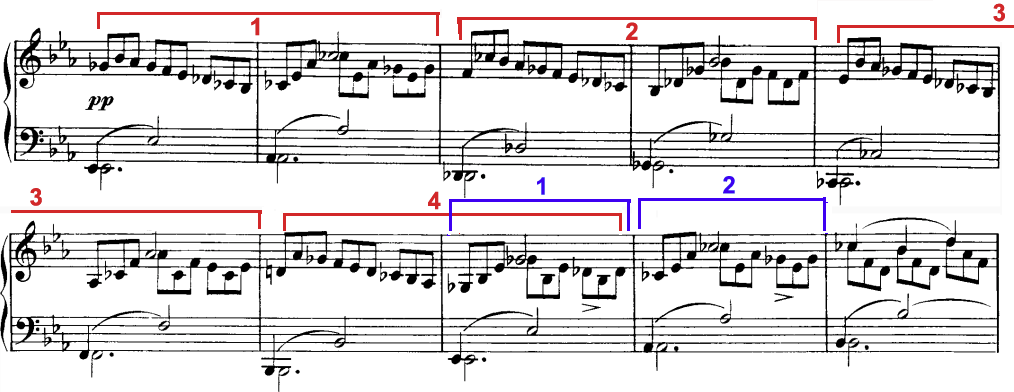
Aus Schuberts Es-Dur-Impromptu op. 90,2

Im obigen Beispiel ist jeder Ton der Tonleiter einmal Grundton eines Akkords. Zwischen dem 5. und 6. Basston erfolgt ein verminderter Quintschritt.
Das Literaturbeispiel (es-Moll-Passage aus Franz Schuberts Es-Dur-Impromptu op. 90,2) entspricht in seinem harmonischen Ablauf exakt dem obigen Schulbeispiel. Einzige Unterschiede sind die andere Tonart (es-Moll) und die Ersetzung der Quintschritte abwärts durch Quartschritte aufwärts. Es ergibt sich eine insgesamt viergliedrige in Sekundschritten diatonisch absteigende Sequenz, deren Glieder durch rote Klammern gekennzeichnet sind. Dabei sind die Sequenzierungen keine exakten Abbilder des Modells, sondern unterscheiden sich von ihm geringfügig in ihrer Intervallstruktur. Die blauen Klammern markieren eine weitere zweigliedrige Sequenz, die mit der ersten verzahnt ist. Ein Vergleich beider Sequenzen verdeutlicht den Unterschied zwischen einer Quintfallsequenz und einer Quintsequenz (bzw. hier zwischen deren äquivalenten Gegenstücken: Quartstiegsequenz und Quartsequenz): Die „rote“ Quartstiegsequenz besteht aus Gliedern, die jeweils einen Quartschritt der Harmoniegrundtöne enthalten, selbst aber in Sekundschritten abwärts sequenziert werden. Es handelt sich also nicht um eine „Quartsequenz“, sondern um eine diatonische oder auch Sekundsequenz. Bei der „blauen“ Sequenz (streng genommen ist es nur eine Halbsequenz oder Versetzung) liegt jedoch eine echte Quartsequenz vor, weil das eintaktige Sequenzglied mit allen Stimmen um eine Quarte versetzt wird.
- in C-Dur

Klangbeispiel Quintfallsequenz C-Durⓘ
Das obige Beispiel hat vierzehn Schritte, da es den Oktavraum zweimal abschreitet. Hier erfolgt zwischen dem 2. und 3. Basston ein übermäßiger Quart- und  zwischen dem 9. und 10. Basston ein verminderter Quintschritt. Diese Tritonusschritte lassen sich vermeiden, wenn man abwechselnd Dreiklänge in Grundstellung und als Sextakkorde notiert:
 anhörenⓘ
Beim Dreiklang der VII. Stufe (3. und 10. Akkord) wird der Leitton verdoppelt, was normalerweise „verboten“ und nur in Sequenzen wie der vorliegenden ausnahmsweise erlaubt ist.

#### Reale Quintfallsequenz
anhörenⓘ
Hier werden ausschließlich reine Quintschritte ab- und Quartschritte aufwärts verwendet. Es findet ein modulierender Rundgang durch den Quintenzirkel abwärts statt. (Im viertenTakt wird Ges-Dur enharmonisch in Fis-Dur umgedeutet.)

### Anwendungen
Quintschritt- und insbesondere Quintfallsequenzen trifft man in der Musikliteratur seit mehr als 300 Jahren immer wieder an. Als besonders erfolgreiches Mittel zur Modulation oder zur Durchwanderung einer bestimmten Tonart findet man sie in allen Zeiten und Epochen wieder. Thematisiert wurde sie deutlich von Simon Sechter (1788–1867), dem Lehrer Franz Schuberts. Deshalb spricht man bei den Quintfallsequenzen auch von der „Sechter-Sequenz“.
Besonders häufig hörbar sind sie in der Musik des 17. und 18. Jahrhunderts, in Barock und Klassik. Vor allem im Barock werden fast sämtliche Modulationen über Quintfallsequenzen vorgenommen. Besonders ausgedehnte Quintfallsequenzen begegnet man in den Kompositionen von Claudio Monteverdi und Heinrich Schütz. Modulierende Beispiele finden sich in fast sämtlichen Werken von Johann Sebastian Bach. Der charakteristische Bass bleibt nur bei den grundstelligen Sequenzformen erhalten.
Quintfallsequenzen sind ein prägendes Element auch in der Jazz-Harmonik und finden sich in vielen Jazz-Standards wieder, wie beispielsweise „Autumn Leaves“ und „Fly Me to the Moon“ sowie in Rock- und Popmusik, beispielsweise in „Still Got The Blues“ von Gary Moore (Akkordfolge Dm - G - Cmaj7 - Fmaj7 - Hmb5 - E7 - Am), bei „I Will Survive“ von Gloria Gaynor oder bei Santana in „Europa“ (Fm - B - Esmaj7 - Asmaj7 ...). Taizé-Lieder mit Quintfallsequenzen sind „Nada te turbe“ und „Miserere domini“. Dies ist nur ein kleiner Ausschnitt aus Liedern und Songs aller Gattungen seit dem Barock. In dem Jazz-Standard „Fly me to the moon“ findet sich die Quintfallsequenz mit Septakkorden, hier in der Tonart a-Moll, gleich zum Beginn. (Vgl. erstes Notenbeispiel mit Akkordsymbolen)